# Паметник на Антон Новак
Паметникът на Антон Новак се намира в Морската градина, в близост до Икономическия университет.
Инициатори на поставянето на паметника на Антон Новак са Владимир и Лиляна Станеви. Автор е професор Пламен Братанов. Паметникът е изграден от камък и бронз, съчетаващ барелефа с изящен флорален мотив. Паметникът е финансиран от Община Варна и открит през 1999 г.